# Darevskia clarkorum
Darevskia clarkorum är en ödleart som beskrevs av  Ilya Sergeevich Darevsky och VEDMEDERJA 1977. Darevskia clarkorum ingår i släktet Darevskia och familjen lacertider. IUCN kategoriserar arten globalt som starkt hotad. Inga underarter finns listade i Catalogue of Life.